# Margita Česányiová
Margita Česányiová, znana także jako Česányi (ur. 28 listopada 1911 w Studience, zm. 25 października 2007 w Bratysławie) – słowacka śpiewaczka operowa, sopranistka, ważna solistka Słowackiego Teatru Narodowego w Bratysławie, w którym pracowała w latach 1941–1976.
W latach 1927–1933 uczyła się w praskim konserwatorium u Josefa Egemy. Wykonywała główne role w operach Giacomo Pucciniego, Wolfganga Amadeusa Mozarta, Giuseppe Verdiego. Wielokrotnie występowała także w Teatrze Narodowym w Pradze, a także na zagranicznych scenach: w Belgii, Chinach, Indiach, Włoszech, na Węgrzech, w Niemczech, Rumunii, a następnie Związku Socjalistycznych Republik Radzieckich (ZSRR) i Szwecji.  W 1968 roku rząd Czechosłowackiej Republiki Socjalistycznej nadał jej honorowy tytuł artysty narodowego.